# 鋼鐵交響樂
《鋼鐵交響樂》是Hanbit Ubiquitous Entertainment公司推出的即時戰術遊戲（SLG），於2016年10月在iOS與Android平台上發行。動畫於同月在TOKYO MX電視台播出，共12話。遊戲玩法以指揮模式進行，玩家將指揮一個名為「鋼鐵」的機械來收集物品與對付敵人，同時也可多人合作共同對付敵人。

## 玩法
遊戲以玩家操作的「鋼鐵」來進行物品收集及對付敵人等，玩法以平面指揮及第三人稱互切換來相互輔助「鋼鐵」的前進與操作，除此外也能多人合作共同對付敵人。而玩家操作的「鋼鐵」有不同的部位，可使用收集的物品作材料組合成不同類型的「鋼鐵」。

## 開發
「鋼鐵」須要使用車長、炮手、操作員共3個角色才能操作，而製作團隊表示角色方面比鋼鐵更加注入心力。

### 合作
聲音合成軟件VOICEROID內的角色弦卷真紀與结月缘會在遊戲內登場並有不同形式的合作活動。

## 動畫
Hanbit Ubiquitous Entertainment公司於2016年9月8日公佈將會動畫化並於2016年10月9日在TOKYO MX電視台播出，共播出12集。

### 製作
導演由太田雅彥擔任，編劇為青島崇，人物原案今野隼史繪畫，作畫指導與人物設定為大隈孝晴，音樂由三澤康廣負責，動畫製作為Fanworks。

### 播放
2016年10月10日於TOKYO MX電視台首播，同日於NicoNico網站播出。

#### 各話列表
| 集數   | 日文標題 | 中文標題               | 分鏡     | 作畫監督                                          |
| ------ | -------- | ---------------------- | -------- | ------------------------------------------------- |
| 第1集  |          | 完蛋啦♪                | 太田雅彦 | 大隈孝晴                                          |
| 第2集  |          | 因妄想而名譽受損！？   | 太田雅彦 | 岡戶智凱                                          |
| 第3集  |          | 每家公司都在這麼幹的啦 | 荒井省吾 | 松崎嘉克                                          |
| 第4集  |          | 結果呢？               | 荒井省吾 | 渥美智也                                          |
| 第5集  |          | 下載！                 | 太田雅彦 | 大西陽一                                          |
| 第6集  |          | 這個不行吧             | 荒井省吾 | 渥美智也                                          |
| 第7集  |          | 恕我冒昧               | 太田雅彦 | 川島尚 伊藤大翼 池田有（機械）                    |
| 第8集  |          | 和真紀絕交了           | 太田雅彦 | 大西陽一 渥美智也                                 |
| 第9集  |          | 有道理                 | 荒井省吾 | 松崎嘉克                                          |
| 第10集 |          | 能相信我嗎             | 太田雅彦 | 山田桃子                                          |
| 第11集 |          | 這孩子真可愛……         | 荒井省吾 | 伊藤大翼 岡戸智凱（機械）                         |
| 第12集 |          | 於是乎                 | 太田雅彦 | 大隈孝晴 伊藤大翼 池田有（機械） 岡戸智凱（機械） |

## 外部連結
- 電視動畫《鋼鐵交響樂》官方網站（日語）
- 《鋼鐵交響樂》的X（前Twitter）